# No Gun Ri
No Gun Ri, eller Nogeun-ri, by i Sydkorea i vars närhet amerikanska trupper 26-29 juli 1950 under Koreakriget dödade ett stort antal civila flyktingar.
Den 25 juli hade hundratals civila på flykt undan den nordkoreanska offensiven evakuerats till området vid No Gun Ri där de vid en järnvägstunnel nådde fram till en vägspärr upprättad av enheter ur USA:s 7:e kavalleri. Utan förvarning öppnade det amerikanska artilleriet eld mot flyktingarna, varvid enligt koreanska källor minst 248 flyktingar dödades, andra skattningar pekar på cirka 400. Händelsen hemlighölls för allmänheten i USA under årtionden och avslöjades först 1999 av tre journalister som arbetade för AP - Charles J. Hanley, Sang-Hun Choe, och Martha Mendoza samt AP-researcher Randy Herschaft. De fick Pulitzerpriset år 2000 för sitt reportage.
Efter reportaget startades en kampanj med syftet att motbevisa anklagelserna med utgångspunkt i att ett av många vittnen uppenbarligen hade ljugit om att han var på platsen för händelserna. Emellertid fanns det ett stort antal andra vittnen (ett 60-tal) som bekräftade händelsen och flera av dem uppgav att det hade kommit order från 7:e kavalleriets högkvarter om att skjuta på civila flyktingar.
Så småningom ledde debatten fram till enighet om att händelsen vid No Gun Ri har ägt rum och de delade uppfattningarna kom att handla om huruvida det hade getts en order om att öppna eld mot civila flyktingar och vem som i så fall hade gett den ordern, eller om det handlade om oerfarna soldater (”green recruits”) som helt enkelt drabbats av panik och öppnat eld på eget bevåg mot vad de trodde var nordkoreanska "infiltratörer".
Den amerikanska arméns egen utredning kom i januari 2001 fram till att: 
"Även om undersökningskommissionen inte med full säkerhet kan fastslå vad som hände i närheten av No Gun Ri är det, genom undersökning av alla tillgängliga bevis, klarlagt att ett okänt antal civila koreaner dödades eller skadades av handeldvapen, artilleri- och granatkastareld i samband med att amerikanska styrkor under sista veckan i juli 1950 retirerade undan NKPA:s offensiv vid No Gun Ri”. Denna slutsats upprepades senare i ett gemensamt uttalande av Sydkoreas och USA:s regeringar, varefter Bill Clinton framförde ett beklagande över att civila koreaner hade dödats.
I Timewatch/BBC-dokumentären av Jeremy Williams "Kill 'em All': The American Military in Korea" intervjuades överlevande, veteraner från 7:e kavalleriet, AP-journalisterna och undersökningsledare för Pentagon. Förutom en del oklarheter kring saknade viktiga dokument hos Pentagon, samt dokumenterade policyorder att skjuta på flyktingar som närmade sig amerikanska försvarslinjer finns det starka indicier som stärker de överlevandes och soldaternas version. I programmet nämns att det har rapporterats 60 andra incidenter där sydkoreanska större grupper av flyktingar dödads, bland annat sprängningar av två broar medan flyktingar passerade över broarna.
De överlevande har sedan 1960-talet försökt få skadestånd från USA men deras krav avslogs.

## Fotnoter
1. ↑  Information från BBC